# Stefania Favole
Stefania Favole (Pinerolo, 23 dicembre 1994) è una calciatrice italiana, difensore del Torino.

## Caratteristiche tecniche
Giocatrice adatta a ricoprire ruoli nel reparto difensivo, nel Torino era impiegata come terzino destro di spinta.

## Carriera
Stefania Favole si avvicina al calcio già in giovanissima età seguendo la sorella Annalisa e il fratello maggiore nel Bricherasio, società dell'omonimo comune del torinese dove risiede con la famiglia, inserita nella formazione mista dei Pulcini.
Notata dagli osservatori del Torino, viene contattata dalla società che le propone di entrare in una formazione di soli elementi femminili e di giocare i campionati giovanili indossando la maglia granata con la formazione Giovanissime.
In seguito viene inserita nella rosa delle giocatrici di età superiore giocando nel Campionato Primavera vincendo un campionato Primavera nella stagione 2011-2012 battendo in finale le pari età del Firenze disputando l'intera stagione da titolare.
Le prestazioni offerte conquistano la fiducia della società che decide di farla debuttare in Serie A nella formazione titolare. Fa il suo esordio nella massima serie nella stagione 2012-2013 agli ordini del tecnico Eraldo Nicco nella partita giocata con la Riviera di Romagna. Continua ad indossare la maglia granata anche dopo la retrocessione del Torino patita al termine del campionato, ma al termine della 2013-2014 decide di seguire la sorella Annalisa in una nuova avventura.
Durante l'estate 2014 si accasa al Luserna, società con sede a Luserna San Giovanni, dove, inserito nel Girone A, contribuisce a far compiere alla società la storica promozione ottenuta al termine del campionato di Serie B 2014-2015. Al termine della stagione 2016-2017, conclusasi con la retrocessione del Luserna in Serie B, si è svincolata. Successivamente, assieme alla sorella Annalisa, si è accordata con il Pinerolo, partecipante al girone piemontese della Serie C.

## Palmarès

### Giovanili
- Campionato Primavera (calcio femminile): 1

Torino: 2011-2012

### Club
- Campionato italiano di Serie B: 1

Luserna: 2014-2015